# Huanghai Raytour

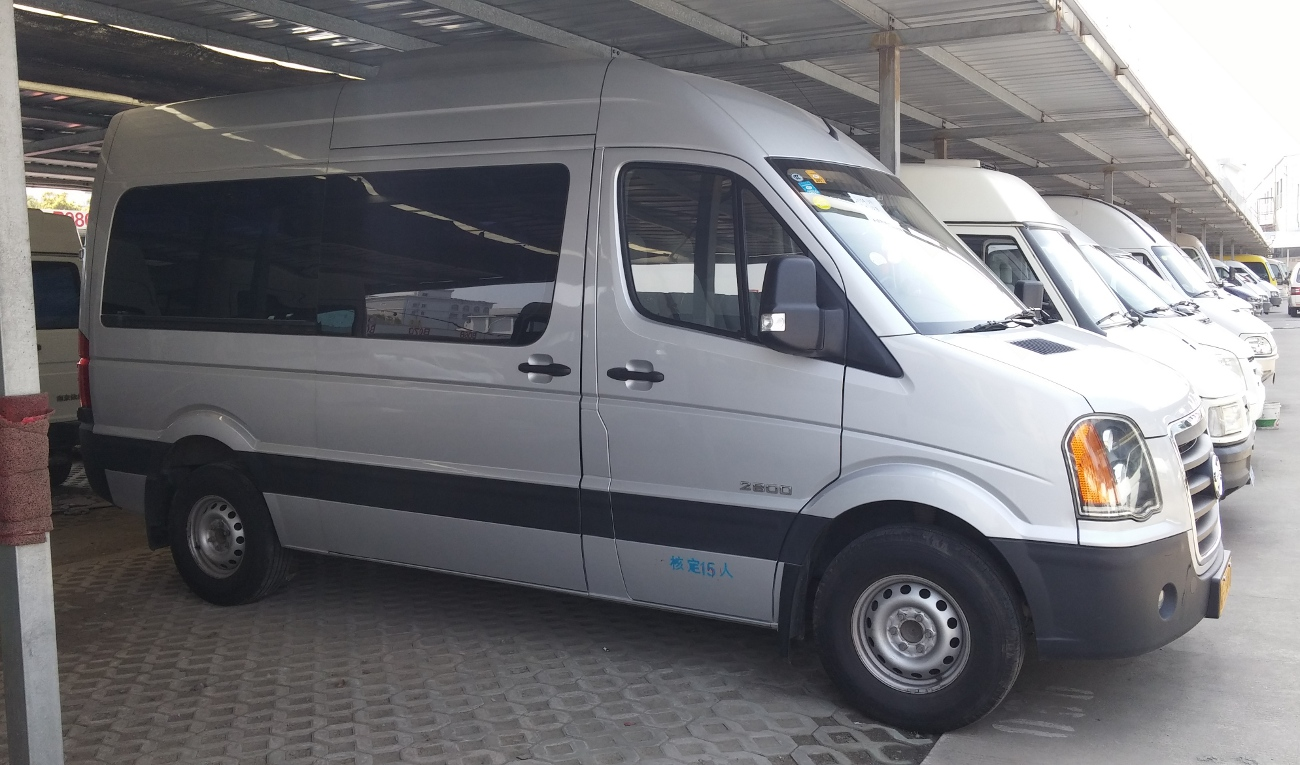
Вид сбоку

Huanghai Raytour — малотоннажный грузовой автомобиль, выпускаемый в Китае с 2016 года. Цена автомобиля варьируется от 168800 до 298800 юаней.

## Особенности
Автомобиль Huanghai Raytour является лицензионным клоном Mercedes-Benz W906 и Volkswagen Crafter. Модель оснащается дизельным двигателем внутреннего сгорания Cummins объёмом 2,8 литра, мощностью 150 л. с. при 3200 об/мин и крутящим моментом 360 Н*м при 1800—2700 об/мин. Двигатель сочетается в паре с пятиступенчатой механической трансмиссией.

## Критика
Дизайн автомобиля Huanghai Raytour вызывает критику со стороны компаний Mercedes-Benz и Volkswagen, поскольку модель является лицензионным клоном Mercedes-Benz W906 и Volkswagen Crafter. Конкурентами автомобиля являются Higer Paradise, JAC Sunray, Foton Toano и King Long Jockey.